# 조석교란

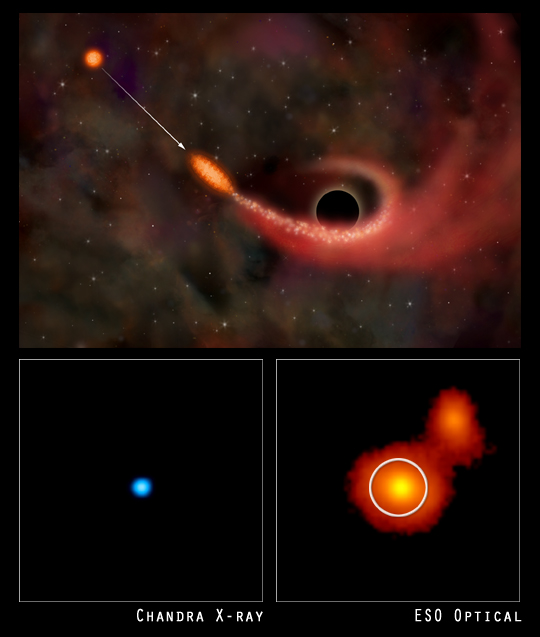

조석교란(潮汐攪亂, tidal disruption)이란 어떤 항성이 초대질량 블랙홀의 사건의 지평선에 너무 가까이 갔을 때 발생할 수 있는 현상이다. 이때 항성은 블랙홀의 조석력에 의해 국수효과를 경험하게 된다.

## 같이 보기
- 감마선 폭발
- 초연엑스선원